# Jean-Louis de Bussy-Rabutin

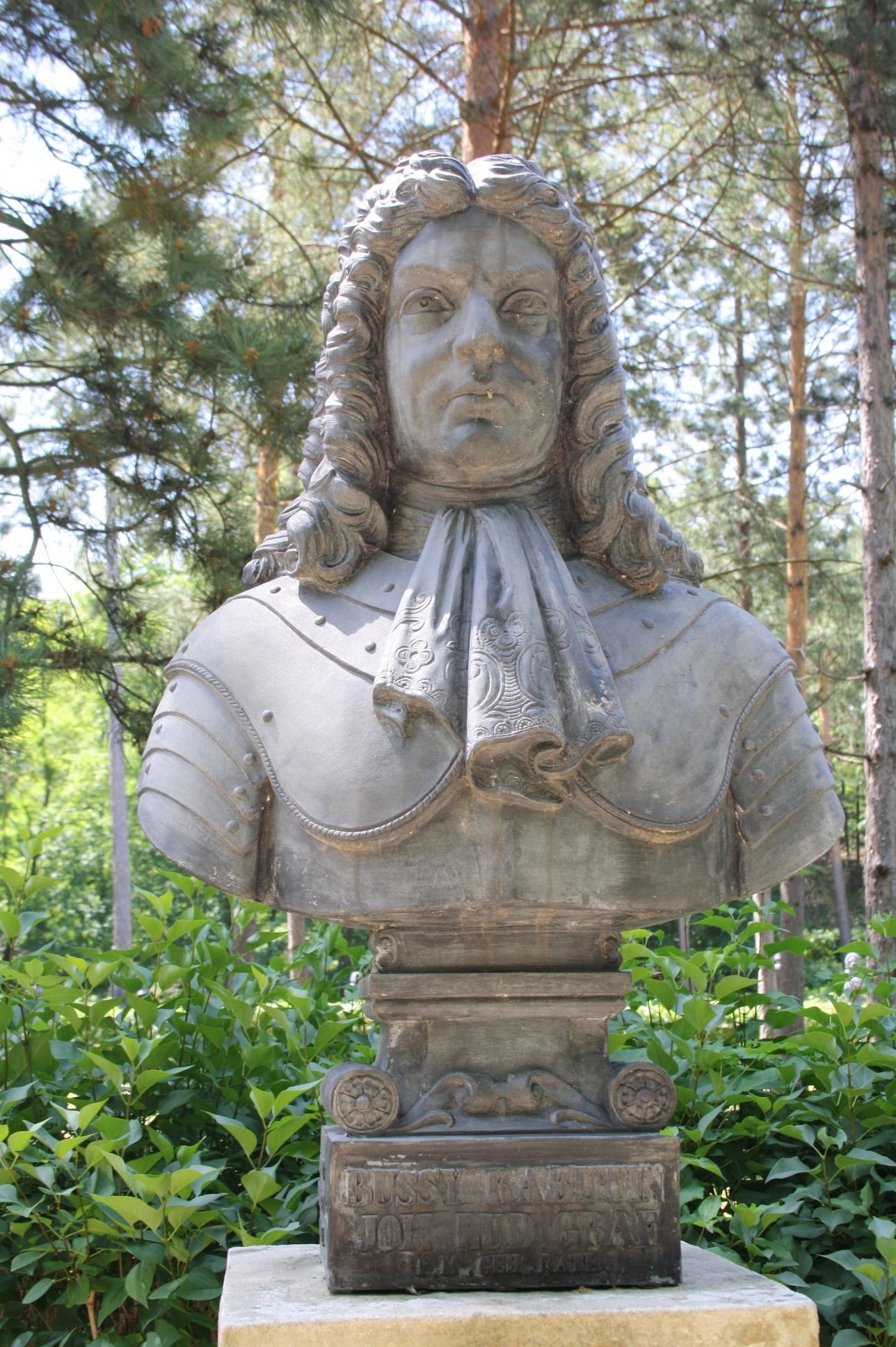
Busto de Bussy-Rabutin en el Memorial de Heldenberg, 1849.

El conde Jean-Louis de Rabutin, (en alemán: Johann Ludwig von Rabutin-Bussy, París, 1642-Viena, 16 de noviembre de 1717) fue un oficial de ascendencia francesa al servicio del Sacro Imperio Romano Germánico.

## Biografía
Provenía de una antigua familia noble de Borgoña y era hijo del militar y escritor francés Roger de Bussy-Rabutin y su esposa Gabrielle de Toulongeon. El obispo Michel-Celse-Roger de Bussy-Rabutin era su hermanastro. Se casaría con la princesa Dorothea Elisabeth de Holstein-Sonderburg-Wiesenburg en 1682. El matrimonio resultó en el hijo Amadeus, quien más tarde se convertiría en general y embajador. 
De Bussy-Rabutin entró en el servicio militar de Carlos de Lorena y pasó al servicio imperial poco antes del segundo asedio de Viena. Se desempeñó como teniente coronel en un regimiento de dragones que ocupó Wiener Neustadt durante el sitio de Viena. Desde allí suponía una amenaza las tropas otomanas.
Combatió en Buda y Nové Zámky durante la gran guerra turca. Fue ascendido a coronel en 1686 por el comandante supremo, el elector Maximiliano Manuel de Baviera y se le dio el mando de un regimiento. En el mismo año se convirtió en sargento general. Destacó en otras batallas. Fue gravemente herido por un disparo en el pecho en el sitio de Belgrado de 1688.
Más tarde sirvió en el Rin sin acciones a destacar. En 1691 sirvió en Italia con Eugenio de Saboya. Cuando invadió el Dauphiné en 1692, lideró la vanguardia y fue ascendido a teniente mariscal de campo ese mismo año. Rabutin estuvo al mando de la captura de Guillestre, defendida por fuertes fuerzas españolas. Cuando el ejército se retiró, comandó la retaguardia. En 1693 capturó el fuerte de santa Brígida en apoyo del duque Victor Amadeo II en el sitio de Pinerolo. En la derrota de Orbessan, Rabutin volvió a destacar. En 1694 y al año siguiente fue enviado a Milán y Viena en misiones diplomáticas. En Viena conoció mejor al emperador Leopoldo I.
El emperador lo ascendió a general de caballería y le dio el mando en Transilvania. Poco después de haber tomado las primeras medidas allí, recibió la orden del comandante supremo en Hungría, el elector Friedrich August von Sachsen, de avanzar contra Temesvar. Participó en la derrota de Olasch en 1696. Logró salvar una gran parte de sus tropas y devolverlas a Transilvania. Un año después marchó a Hungría en apoyo de Eugenio de Saboya, donde logró engañar a los otomanos y unir sus tropas con las de Eugenio. En el consejo de guerra antes de la batalla de Zenta, fue uno de los pocos que apoyó el plan de Eugenio de atacar al enemigo atrincherado antes de que cruzara el Tisza. En la batalla comandó el ala izquierda. Después de la batalla, marchó a Temesvar, tomó Uf-Palanka y regresó a Transilvania. Reprimió un levantamiento en Hermannstadt e impidió que los tártaros lo invadieran.
El tratado de Karlowitz en 1699 puso fin a la gran guerra turca, pero el descontento seguía fermentando en Transilvania. Los disturbios fueron avivados aún más por la guerra de independencia de Rákóczi que comenzó en 1703 y Rabutin no pudo evitar que los estados eligieran a Francisco Rákóczi II como príncipe. Tuvo que renunciar a la fortificada Kolozsvár en 1704 y se trasladó a Sibiu. Allí morirían numerosos insurgentes, otros tuvieron que huir. Hizo capturar a los líderes de los rebeldes y ejecutar al canciller de Transilvania. Rabutin hizo confiscar los bienes de los principales rebeldes y usó las ganancias para recompensar a sus tropas. También tuvo éxito en las siguientes batallas, pero luego se puso a la defensiva debido a la superioridad de sus oponentes. Las ciudades más importantes estaban ahora en manos de los rebeldes y se cortó la posible retirada a Valaquia. El nuevo emperador José I nombró feldmarschall a Rabutin en el curso de su ascenso al trono y prometió ayuda, pero esta tardaría en llegar.
Rabutin tuvo que dejar Sibiu (Hermannstadt) con sólo 1.300 hombres y retirarse a Gyulafehérvár (Karlsburg), donde se encontró con las tropas del mariscal de campo Ludwig von Herbeville. Esto cambió la situación y los imperiales pudieron volver a tomar la iniciativa. Rabutin y Herbeville convocaron al parlamento estatal para permitir que la nobleza rindiera homenaje al emperador. Luego se ordenó a Rabutin que luchara contra el levantamiento en Hungría. Sin embargo, esta campaña no tuvo éxito porque los insurgentes evitaron la batalla en campo abierto. Rabutin se retiraría a Estiria. Mientras tanto, Transilvania estaba casi perdida. También perdió el mando en Transilvania por intrigas en la corte. A cambio, fue nombrado miembro del Consejo de Estado. Protestó y pidió que lo enviaran a Transilvania nuevamente. Esto le fue concedido en 1708 y, con la ayuda del mariscal de campo Georg Friedrich von Kriechbaum, logró en gran medida reprimir el levantamiento. Regresó a Viena y pidió su liberación del servicio. En 1712 fue nombrado miembro del consejo secreto.

## Biblioteca
- C. A. Schweigerd, Oesterreichs Helden und Heerführer: von Maximilian I. bis auf die neuste Zeit, vol. 2. Grimma: 1853.
- Gerhard Seewann, Rabutin-Bussy, Johann Ludwig Graf en Biographisches Lexikon zur Geschichte Südosteuropas, vol. 4. Múnich: 1981.
- Gusztáv Heckenast, Kálmán Mészáros, Ki kicsoda a Rákóczi szabadságharcban en História Könyvtár. Budapest: MTI-TTI, 2005. ISBN 963-8312-93-9.
- Bagi Gábor, A Rákóczi-szabadságharc Jász-Nagykun-Szolnok megyéhez kapcsolódó jelesebb alakjai. Szolnoki Tudományos Közlemények XI., 2007.